# Aiden Thomas
Aiden Thomas é um autor latino-americano de literatura juvenil. Ele é mais conhecido por seu livro Os Garotos do Cemitério, um best-seller do New York Times que ganhou vários prêmios, incluindo o reconhecimento de melhor do ano da American Library Association, Publishers Weekly, Barnes and Noble, NPR, e School Library Journal.

## Vida pessoal
Thomas nasceu em Oakland, na Califórnia, e recebeu seu MFA em Escrita Criativa pelo Mills College.
Atualmente, ele mora em Portland, em Oregon.
Thomas se identifica como trans e usa os pronomes he/him (equivalente ao masculino em português, ele/dele) e they/them (neutro). Ele defende uma representação diversificada na mídia.

## Livros

### Os Garotos do Cemitério
Os Garotos do Cemitério foi publicado em 1º de setembro de 2020 pela Swoon Reads e conta a história de Yadriel, um homem trans gay, latino e um brujo. Infelizmente, sua família não o reconhece como um homem, o que tem afeta seriamente sua habilidade de fazer magia.
O livro foi considerado um best-seller pelo New York Times e IndieBound e recebeu críticas estreladas da Publishers Weekly e Booklist.
Os Garotos do Cemitério recebeu os seguintes prêmios:
- Indicado ao Prêmio Bram Stoker de Melhor Romance Juvenil (2020)[12]
- Indicado ao Goodreads Choice Award de Fantasia e Ficção Científica para Jovens Adultos (2020)[13]
- Indicado ao Goodreads Choice Award por Romance de Estreia (2020)[13]
- Indicado ao Locus Award Para Melhor Primeiro Romance (2021)[14]
- Finalista do Lodestar Award (2021)[15]
- As Dez Melhores Ficções da American Library Association (ALA) (2021)[1]
- Os Dez Melhores Audiolivros Incríveis Para Jovens Adultos da ALA (2021)[2]
- Os Dez Melhores Para Adolescentes da ALA (2021)[16]
- Melhores Livros do Ano da Publishers Weekly (2020)[3]
- Os Melhores Livros Novos do Ano da Barnes and Noble (2020)[4]
- Longlist do National Book Award (2020)[17]
- Melhores Livros do Ano da NPR[5]
- Os 10 melhores Audiolivros de 2020 do School Library Journal (SLJ)[6]
- Melhores Livros do Ano na Biblioteca Escolar[7]
- Book Riot's Most Anticipated Books of 2020[18]
- Os 25 Livros de Ficção Científica e Fantasia Mais Esperados do Tor.com[19]
- Os 38 Romances Juvenis Mais Esperados de 2020 da Goodreads[20]
- Os Romances Juvenis Mais Esperados da Paste[21]
- Os 25 Romances feministas da Bitch Media[22]

### Lost in the Never Woods
Lost in the Never Woods foi publicado em 23 de março de 2021 pela Swoon Reads e é uma releitura de Peter Pan. O livro, assim como o audiolivro, recebeu uma crítica estrelada da Booklist.